# سوخوي سو-24
سوخوي اس يو 24 (بالإنجليزية: Sukhoi Su-24)‏ هي طائرة هجوم أرضي مخصصة للأهداف الأرضية، تم إنشائها من قبل قوات الاتحاد السوفيتي الجوية. دخلت إلى الخدمة في عام 1974 وما زالت حتى الآن موجودة في الخدمة في عدة بلدان مثل روسيا التي بدأت بتجديد هذه الطائرات وزيادة قدراتها.
دخلت هذه القاذفة الخدمة في عدة دول أبرزها روسيا والعراق وليبيا وإيران والجزائر. تتميز هذه القاذفة بمقعديها المختلفين عن باقي المقاتلات حيث يجلس الطيار في هذه القاذفة بجانب الملاح وليس أمامه وتمتاز هذه الطائرة بقدرتها على شن هجمات خاطفة حيث تستطيع أن تقصف أهداف أرضية على سرعات تفوق سرعة الصوت وأيضاً تمتاز بقدرتها على التحليق لمسافة طويلة وحمل أنواع مختلفة من الذخائر وبكميات مختلفة وقد صممت هذه القاذفة في الأساس لتكون نداً للقاذفة الأميركية إف-111 آردفارك التي خرجت من الخدمة بالولايات المتحدة كما تتشابه في تصميم الأجنحة المرتدة للخلف مع طائرة إف 14.

## المستخدمون

مشغلي سوخوي سو-24 اعتبارًا من 2015 (لون أزرق)، مشغلون سابقون (لون أحمر)

### مشغلون حاليون
- روسيا:[5][6]
- الجزائر:[7][8][9][10][11]
- أذربيجان:
- إيران:[12][13]
- ليبيا:[14][15]
- سوريا:[12]
- السودان:[16]
- أوكرانيا:[17]

### مشغلين سابقين
- بيلاروس
- العراق
- كازاخستان
- أوزبكستان